# Universalmuseum Joanneum
Das Universalmuseum Joanneum, ehemals Landesmuseum Joanneum, ist ein Museum mit 14 Standorten in Graz und in der übrigen Steiermark. Benannt wurde es nach Erzherzog Johann, dem Gründer des Museums. Es ist das älteste, nach dem Kunsthistorischen Museum in Wien auch das zweitgrößte Museum Österreichs und das größte Universalmuseum in Mitteleuropa.

## Geschichte

Wappen des Gründungskuratoriums am Portal

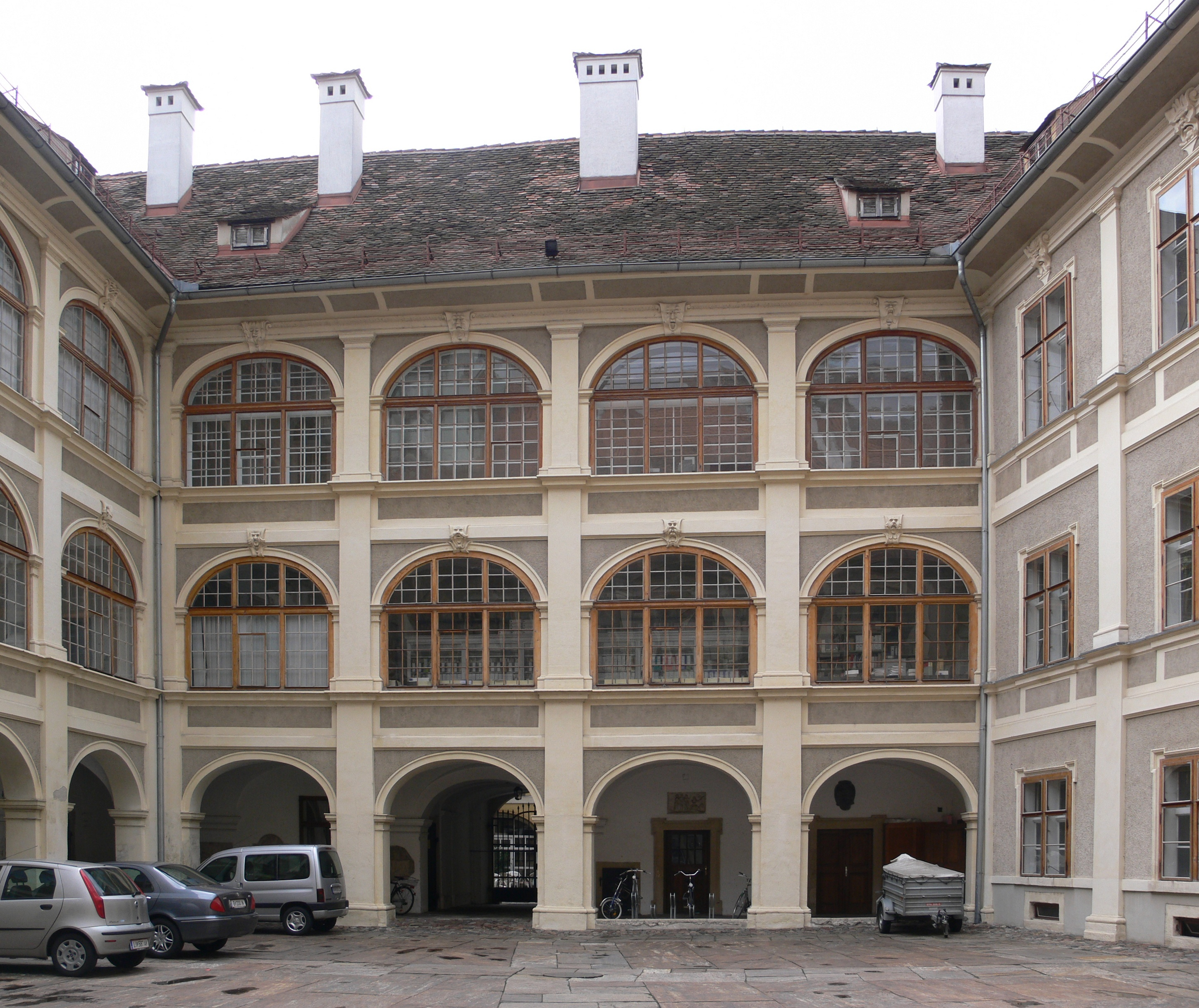
Altes Joanneum, Innenhof Lesliehof

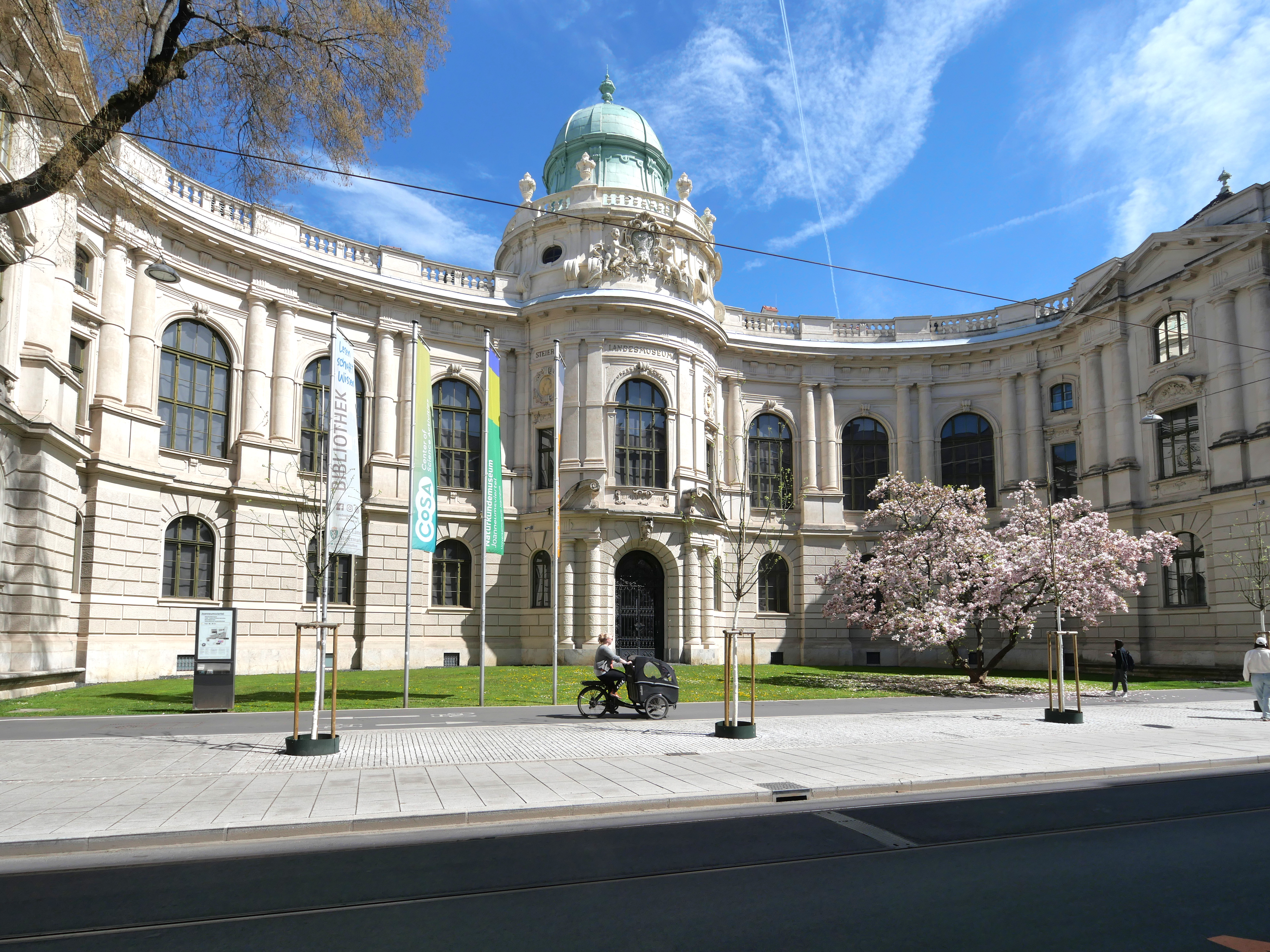
Neues Joanneum, neobarocke Fassade an der Neutorgasse

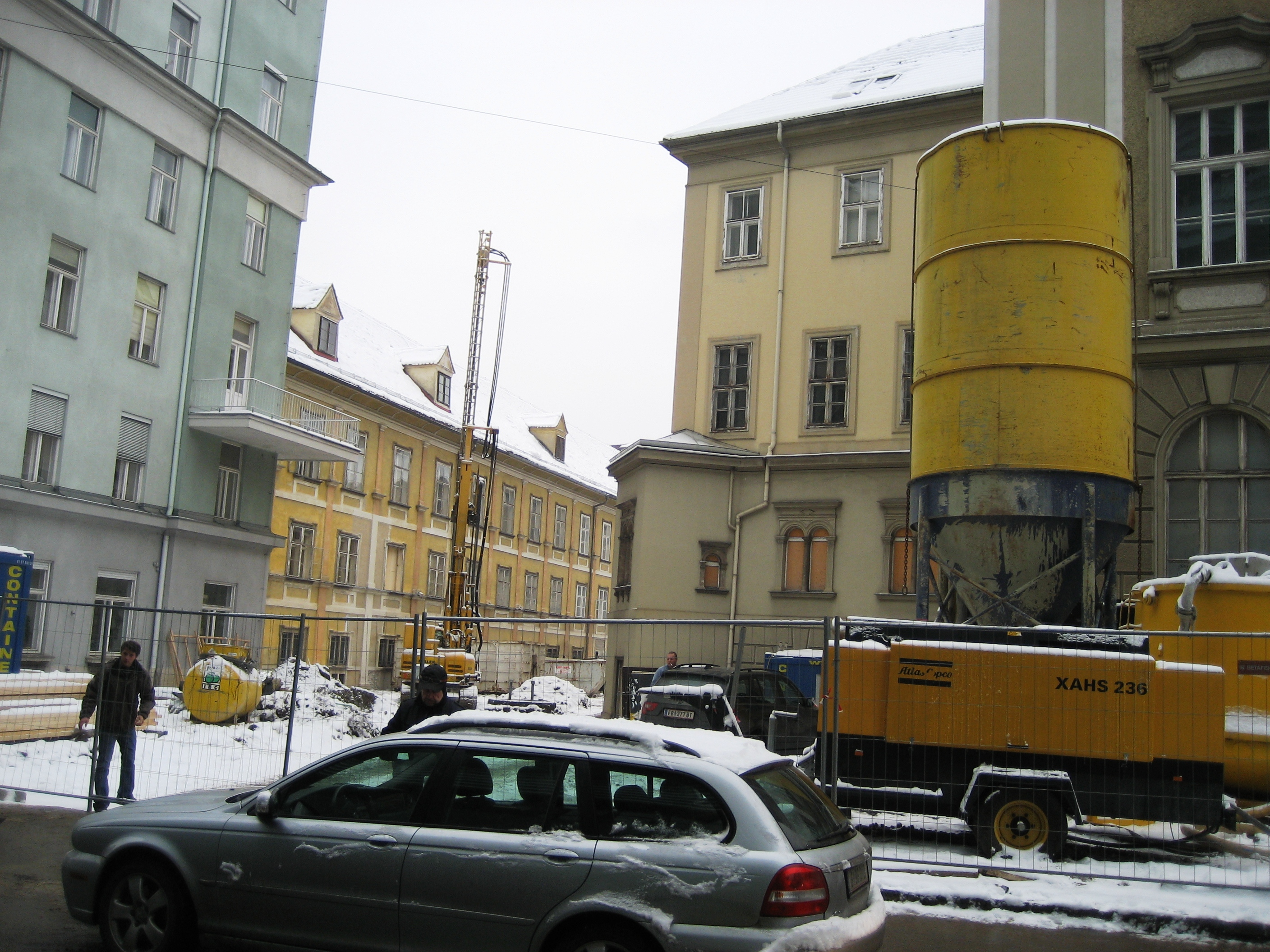
Zwischen „altem“ und „neuem“ Joanneum fanden während der Neugestaltung des Innenhofes umfangreiche Bauarbeiten statt

1811 erfolgte die Gründung des Joanneums durch Erzherzog Johann, ursprünglich war es sowohl Museum als auch Lehranstalt. Rund um die umfangreichen naturwissenschaftlichen Sammlungen des Erzherzogs lehrten und forschten mehrere berühmte Wissenschaftler: So entwickelte Friedrich Mohs am Joanneum die nach ihm benannte Härteskala für Mineralien, und auch der Vater der Paläobotanik, Franz Unger, gab hier sein Wissen an Studierende weiter. Daneben wirkte auch der Literat und Historiker Johann Ritter von Kalchberg in der Gründungszeit am Aufbau der Einrichtung mit. 1864 wurde das Joanneum in den Rang einer „k.k. Technischen Hochschule“ erhoben, aus der in weiterer Folge die Technische Universität Graz hervorging. Der räumlichen und organisatorischen Loslösung der Hochschule von der Gesamtinstitution folgte 1887 der Beschluss, die Sammlungen des Joanneums in einem Landesmuseum zu vereinigen.
In den folgenden Jahren erfolgte die Neuaufstellung der joanneischen Schausammlungen im Lesliehof in der Grazer Raubergasse, dem sogenannten Alten Joanneum. Schon bald nach der Neuaufstellung entstand allerdings erneut Raumnot und man errichtete zwischen 1890 und 1895 in der Neutorgasse – in unmittelbarer Nähe des Lesliehofs – ein neues Museumsgebäude, das nach Entwürfen von August Gunolt im Stil des Wiener Neubarocks realisiert wurde. Dieser repräsentative Bau, das Neue Joanneum, beheimatete das „Kulturhistorische und Kunstgewerbemuseum“, zu dem auch die Sammlungsbestände zur Kunst des Mittelalters zählten. Auch die Landesbildergalerie übersiedelte an diese neue Adresse.
Im Jahr 1941 wurde die Landesbildergalerie schließlich in eine Abteilung für Kunst bis ca. 1800 („Alte Galerie“) und eine andere für jüngere Kunst („Neue Galerie“) geteilt.
Die beiden einander gegenüberliegenden Gebäude des Alten und Neuen Joanneums wurden von 2010 bis 2013 umfassend saniert und unterirdisch zum Joanneumsviertel verbunden. Zum 200-jährigen Gründungsjubiläum des Joanneums wurden hier 2011 die Neue Galerie Graz und die Multimedialen Sammlungen verortet. Mit der Eröffnung des neu gestalteten Naturkundemuseums am 15. März 2013 wurde dieses Projekt, das seitens der Steiermärkischen Landesregierung mit erheblichen Sonderbudgets unterstützt wurde, vorerst abgeschlossen.

## Entwicklungen im 21. Jahrhundert
Das 21. Jahrhundert begann für das Joanneum mit der Ausgliederung des Museums aus der Landesverwaltung: Um im internationalen Museumsbetrieb konkurrenzfähig zu bleiben, wurde im Jahr 2003 die gemeinnützige Landesmuseum Joanneum GmbH gegründet.
Durch stetige Ein- und Ausgliederungen von einzelnen Museen erreichte das Universalmuseum Joanneum seine heutige Form und ist damit das größte Universalmuseum seiner Art in Mitteleuropa:
- 2003 war Graz „Kulturhauptstadt Europas“ und in diesem Kontext wurde auch das Kunsthaus Graz als Teil des Joanneums eröffnet. Das Volkskundemuseum wurde 2003 neu aufgestellt und das Künstlerhaus Graz wurde übernommen.
- 2004 erfolgte die Neuaufstellung der provinzialrömischen Sammlung mit der Eröffnung des Lapidariums im Park von Schloss Eggenberg und des Museumspavillons Flavia Solva. Auch der Planetengarten im Eggenberger Schlosspark wurde 2004 eröffnet.
- 2005 übersiedelte die Alte Galerie nach Schloss Eggenberg und wurde dort neu aufgestellt, außerdem wurde im Schlosspark das Herrschaftsgartel saniert. Im selben Jahr wurde auch die Museumsakademie Joanneum gegründet, die seit 2014 von Bettina Habsburg-Lothringen geleitet wird.
- 2006 konnte das Jagdmuseum Schloss Stainz eröffnet werden und in Schloss Eggenberg wurden die Wechselausstellungsräume fertiggestellt.
- 2007 kam es zur Übernahme des Betriebes des Österreichischen Skulpturenparks. In Schloss Eggenberg wurde das Münzkabinett mit einer Neuaufstellung der Münzensammlung eröffnet.
- 2008 erhielt die Schausammlung im Volkskundemuseum eine neue Gestaltung.
- 2009 wurden die archäologischen Sammlungen mit der Eröffnung des neuen Archäologiemuseums im Park von Schloss Eggenberg ebenso neu aufgestellt wie das Landwirtschaftsmuseum Schloss Stainz. In Graz-Andritz wurde 2009 das Studien- und Sammlungszentrum (SSZ) in Betrieb genommen.
- 2010 erfolgte der Spatenstich für das Joanneumsviertel.
- 2011 wurde zum 200-Jahr-Jubiläum des Joanneums das Joanneumsviertel mit der Neuen Galerie Graz, dem BRUSEUM und den Multimedialen Sammlungen eröffnet. Im Palais Herberstein, dem alten Standort der Neuen Galerie, erfolgte die Neuaufstellung der Kulturhistorischen Sammlung im „Museum im Palais“.
- 2012 wurde das Römermuseum Flavia Solva einem Relaunch unterzogen. Das 1952 eröffnete Künstlerhaus Graz wurde 2012 wieder aus der Zuständigkeit des Joanneums ausgegliedert und wird seit 2013 vom Kunstverein Medienturm als Halle für Kunst und Medien betrieben.
- 2013 konnte die Neuaufstellung der naturkundlichen Sammlungen im Naturkundemuseum im Joanneumsviertel präsentiert werden. Auch die Kanonenhalle im Landeszeughaus erhielt ein neues Erscheinungsbild. Das Rosegger-Museum Krieglach und das Rosegger-Geburtshaus Alpl wurden 2013 Teil des Universalmuseums Joanneum.
- 2017 wurde das Museum für Geschichte im Palais Herberstein als gemeinsames Haus der Kulturhistorischen Sammlung und der Multimedialen Sammlungen eröffnet. Auch die archäologische Stätte Flavia Solva bekam einen Relaunch.
- 2019 kam das Österreichische Freilichtmuseum Stübing in den Verband des Universalmuseums Joanneum, im Joanneumsviertel konnte das CoSA – Center of Science Activities in Kooperation mit dem Grazer Kindermuseum FRida & freD eröffnet werden und in der Alten Galerie wurde die Renaissance- und Barocksammlung unter dem Titel „Zwischen Tanz und Tod. Episoden der Frühen Neuzeit“ neu aufgestellt.
- 2020 wurde das Kunsthaus Graz aus der Universalmuseum Joanneum GmbH ausgegliedert.

## Organisation und Personal
Das Universalmuseum Joanneum beschäftigt rund 500 Mitarbeiterinnen und Mitarbeiter und genießt internationale Beachtung. Mehr als 4,9 Millionen Sammlungsobjekte sind die Basis für das Ausstellungs- und Veranstaltungsprogramm, mit dem ein breites Spektrum an Geschichte, Kunst, Kultur und Naturwissenschaft vermittelt wird. Damit folgt dieses traditionsreiche Haus seinen Gründungsaufträgen des Sammelns, Bewahrens, Forschens und Vermittelns.
Lange Zeit als Dienststelle der Steiermärkischen Landesverwaltung geführt, wurde das Joanneum im Jahr 2003 in eine gemeinnützige GmbH umgewandelt, an deren Spitze zwei Geschäftsführer standen: Peter Pakesch als Intendant und künstlerischer Leiter sowie Wolfgang Muchitsch als wissenschaftlicher Direktor. Die Landesmuseum Joanneum GmbH erlangte mit diesem Schritt mehr Eigenverantwortlichkeit und Autonomie in personeller und budgetärer Hinsicht. Das Land Steiermark bleibt jedoch – der Stiftung Erzherzog Johanns folgend – weiterhin Eigentümer der Liegenschaften und Träger der Vermögensrechte am Museum. September 2009 erfolgte die Umbenennung in Universalmuseum Joanneum. Von 15. Oktober 2015 bis 31. Dezember 2017 war Wolfgang Muchitsch alleiniger Geschäftsführer der GmbH. Mit 1. Jänner 2018 wurde Alexia Getzinger als kaufmännische Geschäftsführung bestellt.
Seit 2023 führen Marko Mele als wissenschaftlicher Geschäftsführer und Josef Schrammel als kaufmännischer Geschäftsführer die Universalmuseum Joanneum GmbH.
Direktoren
- 1977–1994: Friedrich Waidacher
- 1995–1999: Barbara Kaiser (Direktorin)
- 2000: Odo Burböck (geschäftsführender Direktor)
- 2001–2002: Odo Burböck (Direktor)
- 2003–2015 Peter Pakesch (Intendant) und Wolfgang Muchitsch (Direktor)
- 2015–2017: Wolfgang Muchitsch (Direktor)
- 2018–2023: Wolfgang Muchitsch (wissenschaftlicher Direktor), Alexia Getzinger (kaufmännische Geschäftsführung)
- Seit 2023: Marko Mele (wissenschaftlicher Geschäftsführer), Josef Schrammel (kaufmännischer Geschäftsführer)[2]

## Architektur
Die Unterbringung bzw. Präsentation der Sammlungen und Ausstellungsobjekte erfolgt in Gebäuden, die mehrheitlich Zeugnisse historischer Baukunst darstellen: Schlösser, Adelspalais, ehemalige Klosteranlagen und das Landeszeughaus in Graz, welches als größte erhaltene historische Waffenkammer weltweit einzigartig ist. Aber auch markante Beispiele moderner Architektur finden sich im Verband des Universalmuseums Joanneum, z. B. das Kunsthaus Graz (2003), das Römermuseum Flavia Solva (2004) und das neue Archäologiemuseum im Park von Schloss Eggenberg (2009).
2006 gewann das Madrider Architekturbüro Nieto Sobejano Arquitectos zusammen mit dem Grazer Büro eep architekten die Ausschreibung für das neue Besucherzentrum, das unterirdisch im Hof der Gebäude Neutorgasse und Raubergasse angelegt wird; die Eröffnung erfolgte 2011.

## Standorte in Graz

### Landeszeughaus
Das einzigartige Landeszeughaus in Graz gilt als die größte erhaltene historische Waffenkammer der Welt. Im Auftrag der steirischen Landstände erbaute Antonio Solar das „landschaftliche Zeughaus“ zwischen 1642 und 1644. Es war bis zum 18. Jahrhundert das wichtigste Waffendepot im Südosten des habsburgischen Reiches. Als Maria Theresia das Heerwesen zentralisierte, wurde das Zeughaus geschlossen, blieb jedoch als „Denkmal der Geschichte des Landes“ erhalten. Seit 1892 ist das Landeszeughaus Teil des Joanneums und vermittelt die Atmosphäre einer originalen Rüstkammer des 17. Jahrhunderts. 32.000 Exponate sind erhalten, darunter Harnische, Panzerhemden, Helme, Waffen und andere Kriegsgeräte.

### Joanneumsviertel

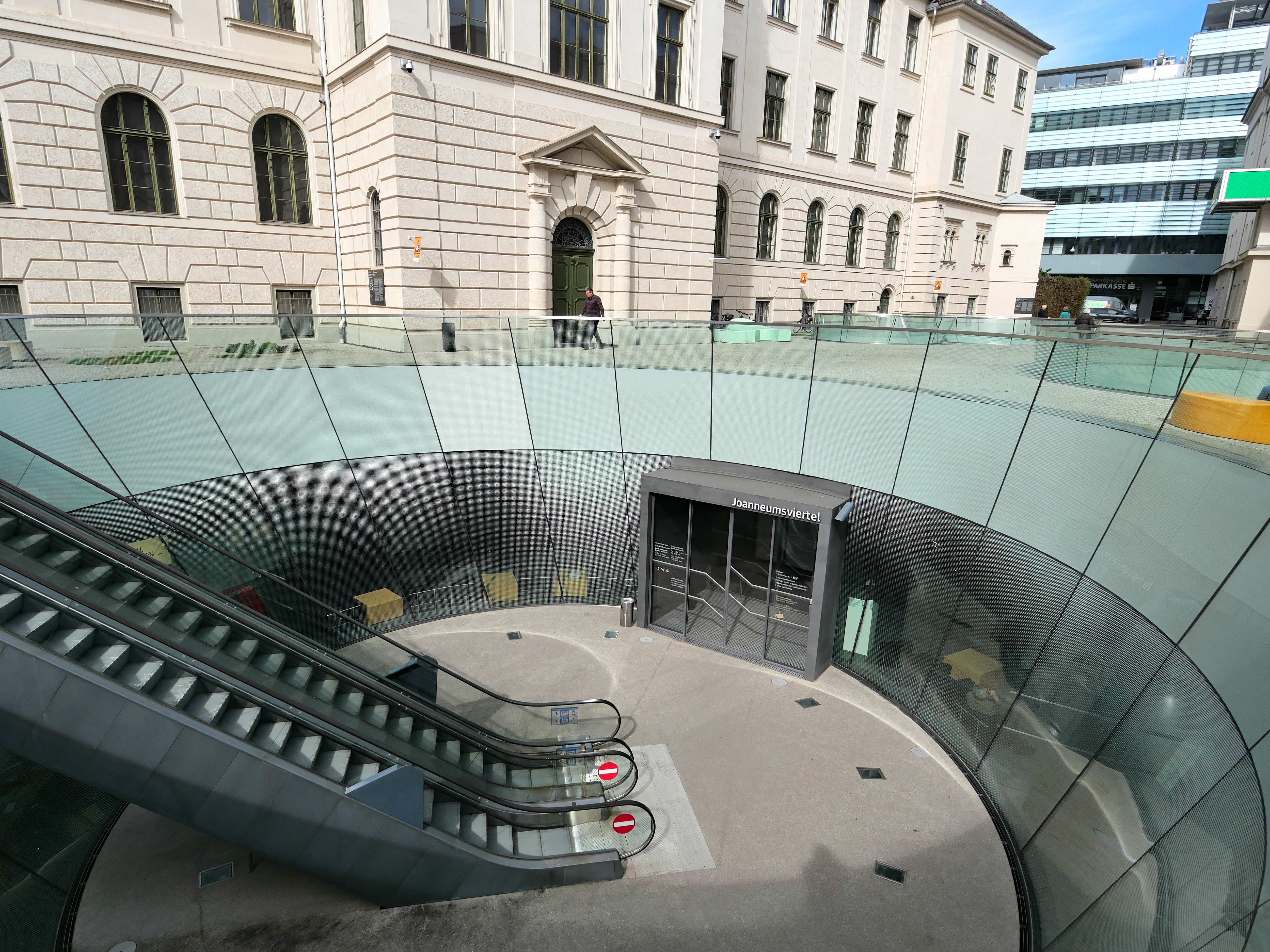
Zugang in der neuen Passage in Tieflage zwischen altem und neuem Joanneum

#### Neue Galerie Graz
Die Neue Galerie Graz entstand 1941 durch die Teilung der 1811 gegründeten Landesbildergalerie des Joanneums in eine Alte und Neue Galerie, wobei Letztere die Bestände des 19. und 20. Jahrhunderts als neue Museumsabteilung übernahm. Die Sammlung umfasst bedeutende Bestände bildender Kunst des 19. und 20. Jahrhunderts sowie der Gegenwart. Weiters verfügt die Neue Galerie über eine Grafiksammlung mit rund 40.000 Werken, eine Fotosammlung und eine Film- und Videosammlung. Regelmäßige Sonderausstellungen zeigen internationale und österreichische Gegenwartskunst sowie Werke des 19. und 20. Jahrhunderts. Seit 2011 befindet sich die Neue Galerie in den Räumlichkeiten des Neuen Joanneums im neu gestalteten Joanneumsviertel. Neben einer Dauerausstellung sind Sonderausstellungen und das sogenannte Bruseum mit Werken von Günter Brus zu besichtigen. 2017 wurde die schon von den 1990er-Jahren bis 2010 aufgebaute studio-Reihe der Neuen Galerie Graz wieder aufgenommen. Das Studio dient als Plattform für junge Künstler, die noch nicht voll im Kunstbetrieb etabliert sind oder am Anfang ihrer Karriere stehen, sowie als Instrument zur Förderung und Dokumentation junger Kunst.

#### Naturkundemuseum
2013 wurde im Joanneumsviertel in den Räumlichkeiten des Alten Joanneums das neu gestaltete Naturkundemuseum (Graz) eröffnet. Die Dauerausstellung vermittelt in einer modernen Präsentation ausgewählte Themen rund um die Vielfalt der belebten und unbelebten Natur. Zu sehen sind Objekte aus allen naturwissenschaftlichen Sammlungen des Universalmuseums Joanneum (Botanik, Geologie, Paläontologie, Mineralogie, Zoologie). Sonderausstellungen ermöglichen die vertiefte Auseinandersetzung mit wechselnden Themen.

#### Center of Science Activities (CoSA)
Das Center of Science Activities (CoSA) ist ein Science Center im Naturkundemuseum, in dem Technik und Naturwissenschaften niederschwellig vermittelt werden. Es wurde 2019 nach einer vierjährigen Planungsphase als gemeinsames Projekt des Grazer Kindermuseums FRida & freD und des Universalmuseums Joanneum eröffnet. Eine Besonderheit des CoSA ist die Verbindung von Storytelling, Augmented Reality und Gamification zur Wissensvermittlung im musealen Bereich.

### Kunsthaus Graz
Das Kunsthaus Graz, ein Ausstellungshaus, das internationale zeitgenössische Kunst mit regionalen und lokalen Themen und Aufgabenstellungen verbindet.
Es zeigt Ausstellungen zu aktuellen gesellschaftlichen Fragen, initiiert die Entstehung neuer Kunstwerke und verwirklicht vielfältige Vermittlungsprojekte. Darüber hinaus fördert es die Auseinandersetzung mit Kunst, Design, Architektur und dem Ausstellen an sich. Zur Verwirklichung seiner Visionen arbeitet das Kunsthaus Graz mit einem Netzwerk an Partnerinstitutionen zusammen – weltweit und vor Ort. Als architektonischer Schlusspunkt des „Europäischen Kulturhauptstadtjahres“ öffnete das Kunsthaus Graz 2003 seine Pforten. Mittlerweile ist der „Friendly Alien“ mit seiner biomorphen Architektur von Peter Cook und Colin Fournier nicht nur Anziehungspunkt für Kunst- und Kulturinteressierte aus aller Welt, sondern auch essenzieller Bestandteil der städtebaulichen Identität der Stadt Graz.
Als Ausstellungszentrum für Gegenwartskunst zeigt es österreichische und internationale Kunst seit 1960. Die BIX Medienfassade des Kunsthauses Graz, gestaltet von den Berliner Designern „realities:united“, stellt eine einzigartige Fusion aus Architektur und Medientechnologie dar. Wie ein urbaner Bildschirm dient sie als Instrument für künstlerische Kommunikation.
2019 wurde das Kunsthaus Graz aus der Universalmuseum Joanneum GmbH ausgegliedert und wird seitdem von der Kunsthaus Graz GmbH verwaltet. Diese steht je zur Hälfte im Eigentum der Stadt Graz und der Universalmuseum Joanneum GmbH, einer Gesellschaft des Landes Steiermark.

### Museum für Geschichte

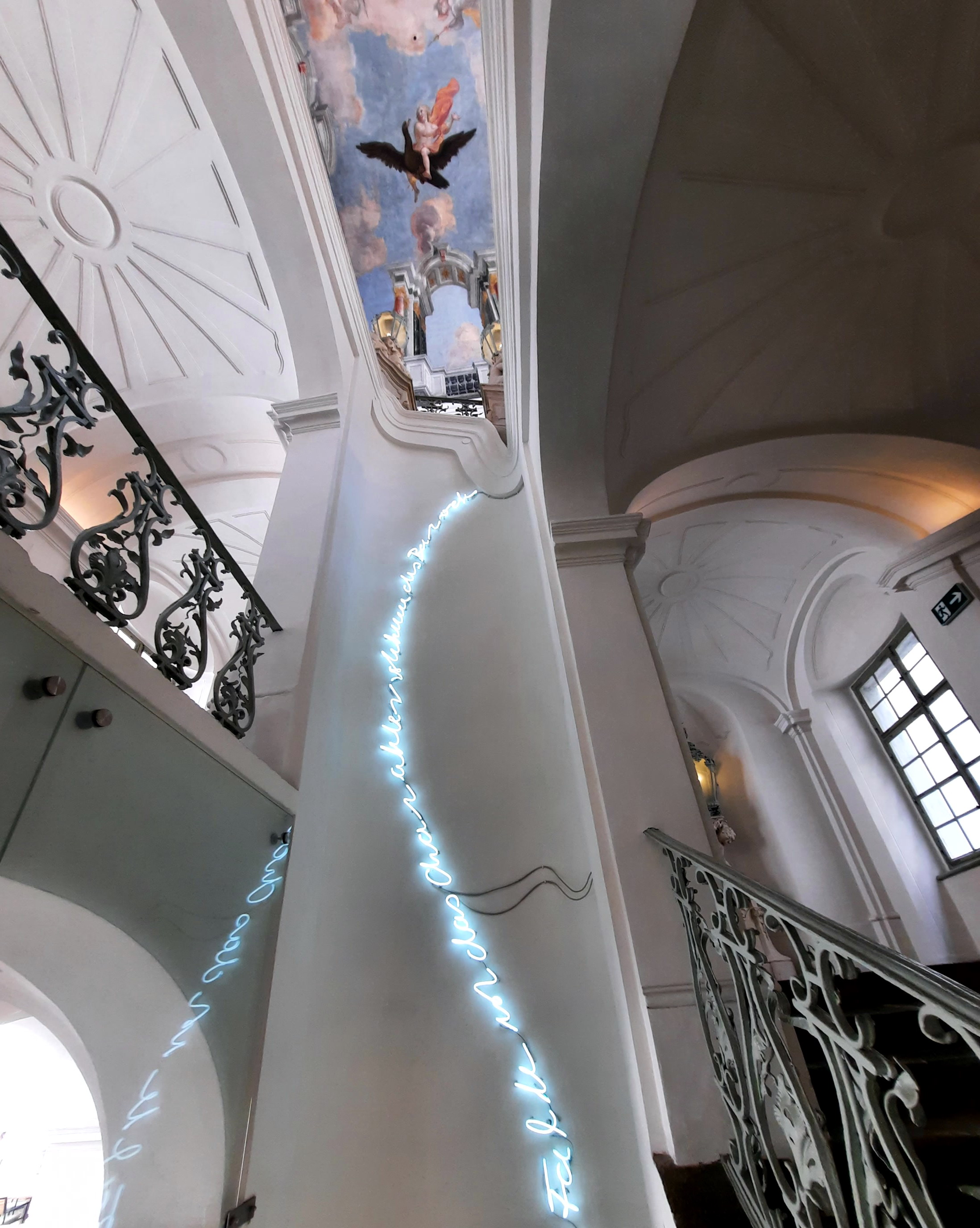
Lichtinstallation von Brigitte Kowanz im Palais Herberstein, Graz

Das Museum für Geschichte lädt ein zur Auseinandersetzung mit dem Werden und Wandel der Steiermark vom Mittelalter bis heute. Basis der Ausstellungen im Museum für Geschichte sind zwei Sammlungen des Universalmuseums Joanneum: Die Kulturhistorische Sammlung widmet sich den Kulturepochen der Steiermark und der kunstgewerblichen Produktion in diesem Land. Die Multimedialen Sammlungen dokumentieren regionale Geschichte in Foto, Film und Ton. Historisch wertvoll ist auch die Architektur dieses Museumsstandortes: Das Palais Herberstein in der Sackstraße zählt zu den bedeutendsten Baudenkmalen der Grazer Altstadt. Der repräsentative Stiegenaufgang öffnet den Blick nach oben in ein Deckenfresko, das dem steirischen Maler Philipp Carl Laubmann (1709–1792) zugeschrieben wird. Seit April 2017 sind dort sowie in der Nordeinfahrt des Palais zwei Lichtarbeiten der Künstlerin Brigitte Kowanz zu sehen. Diese temporäre Leihgaben machte Brigitte Kowanz dem Museum für Geschichte im Jahre 2019 zum Geschenk.
Im Museum für Geschichte sind auch jene Gegenstände ausgestellt, die als Landeskleinodien bzw. Landessymbole der Steiermark gelten: der steirische Herzogshut und der Landschadenbundbecher, weiters das letzte bekannte Originalabzeichen des Zopfordens.

### Schloss Eggenberg
Schloss Eggenberg, die bedeutendste Schlossanlage der Steiermark, ist umgeben von einem weitläufigen Landschaftsgarten. Nach dem Vorbild des spanischen Escorial ist es zugleich beeindruckender Repräsentationsbau und komplexe Allegorie des Universums. Zentrum des vielschichtigen Gedankengebäudes ist ein kostbares Ensemble historischer Interieurs. Der Zyklus von 24 Prunkräumen mit originaler Ausstattung des 17. und 18. Jahrhunderts gehört zu den bedeutendsten Ensembles historischer Innenräume, die Österreich besitzt. Höhepunkt dieser Raumfolge ist der 1685 fertiggestellte Planetensaal, der seinen Namen dem Gemäldezyklus des Hofmalers Hans Adam Weissenkircher verdankt. Mit seinem vielschichtigen Bildprogramm, das astrologische und hermetische Vorstellungen, Zahlensymbolik und Familienmythologie zu einer komplexen Allegorie zum Ruhme der Familie Eggenberg verschmilzt, gehört er zu den beeindruckendsten Raumkunstwerken des frühen Barock in Mitteleuropa. Im August 2010 erweiterte das UNESCO-Welterbekomitee die bestehende Welterbestätte „Graz – Historisches Zentrum“ um Schloss Eggenberg.

#### Alte Galerie
Die Sammlung der Alten Galerie enthält Meisterwerke europäischer Kunst vom Mittelalter bis zum Ende des 18. Jahrhunderts. Die Dauerausstellung im Schloss Eggenberg ist nach einem innovativen Konzept aufgestellt: Nicht mehr chronologisch, sondern nach Themen geordnet, laden Exponate z. B. von Lucas Cranach d. Ä., Pieter Brueghel dem Jüngeren oder Martin Johann Schmidt sowie herausragende mittelalterliche Arbeiten wie die Admonter Madonna zum Flanieren zwischen den Zeitaltern ein. Thematisch wechselnde Sonderausstellungen ergänzen den facettenreichen Bilderbogen der Dauerausstellung. Die Bestände des Kupferstichkabinetts der Alten Galerie sind nach Voranmeldung einsehbar und enthalten Handzeichnungen und Druckgrafiken von 1500 bis Ende des 18. Jahrhunderts. Darunter finden sich u. a. Werke von Rembrandt, Albrecht Dürer und Giambattista Piranesi. 2019 wurde die Renaissance- und Barocksammlung der Alten Galerie neu aufgestellt.

#### Münzkabinett
Auch das geht auf die Privatsammlung Erzherzog Johanns zurück und ist mit mehr als 70.000 Objekten die zweitgrößte öffentliche Münzensammlung Österreichs. Die bedeutendsten Stücke der Sammlung sind römerzeitliche Fundmünzen der Steiermark, Friesacher und Grazer Pfennige des Mittelalters sowie Münzen und Medaillen aus den innerösterreichischen Münzstätten Graz, Klagenfurt und St. Veit sowie aus anderen Ländern der Donaumonarchie. Die Dauerausstellung des Münzkabinetts ist im ältesten Teil von Schloss Eggenberg angesiedelt.

#### Archäologiemuseum

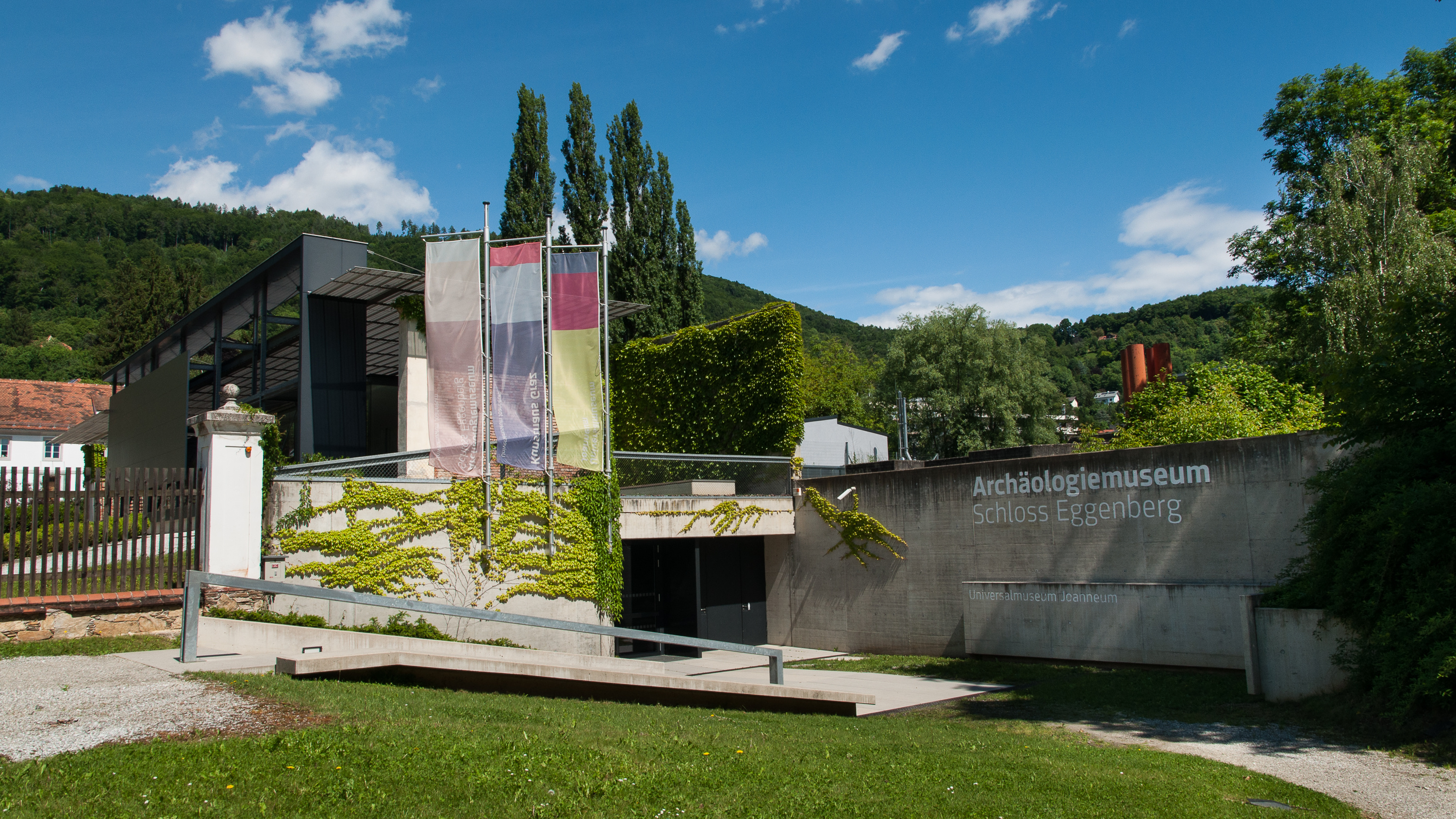
Archäologiemuseum Schloss Eggenberg

Das Archäologiemuseum zeigt rund um zeitlose Themen menschlicher Existenz mehr als 1200 Objekte aus vergangenen Lebenswelten. Die zweitgrößte archäologische Sammlung Österreichs vereint Zeugnisse menschlicher Existenz aus der „steirischen“ Urzeit mit Funden aus der Klassischen Antike, des Alten Orients und Ägyptens. Eine weltweit einzigartige Attraktion ist der Kultwagen von Strettweg, eine Grabbeigabe aus der Hallstattzeit, die im 2009 neu eröffneten Archäologiemuseum zu sehen ist. Ebenfalls ausgestellt ist der sog. Silberbecher von Grünau, einer der wertvollsten römerzeitlichen Funde aus der heutigen Steiermark.
Eine der bedeutendsten Römersteinsammlungen des Ostalpenraums ist im angeschlossenen Lapidarium zu sehen: 96 Steine – Grabsteine, -denkmäler, -medaillons und Rundskulpturen –, drei Bodenmosaike sowie als herausragendes Exponat die fast drei Meter hohe Grabstele des L.Cantius sind darin ausgestellt.

### Volkskundemuseum

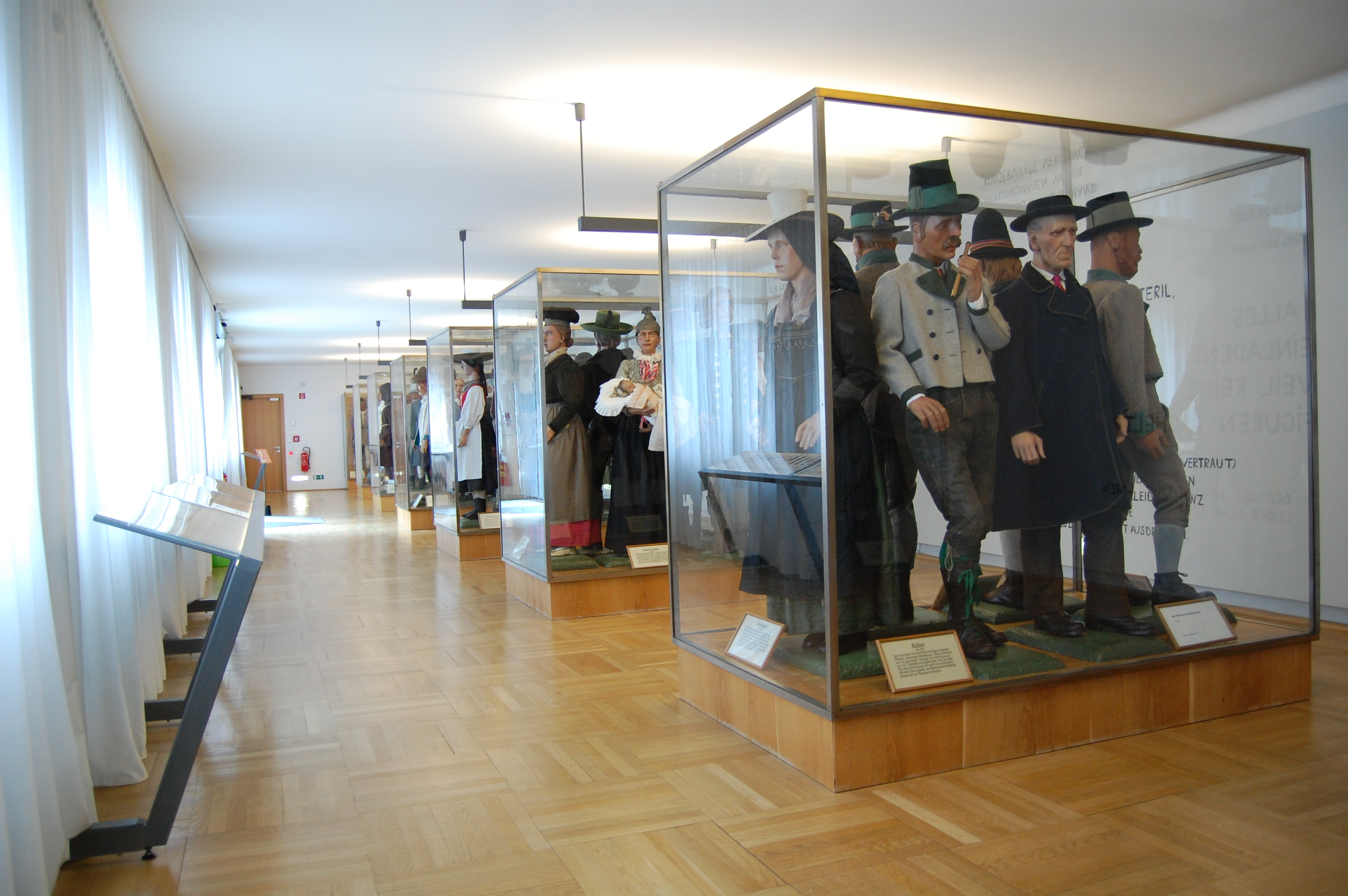
Blick in den Trachtensaal im Volkskundemuseum Graz (Juli 2016)

Das Volkskundemuseum beherbergt die älteste und umfangreichste volkskundliche Sammlung der Steiermark. 1913 unter der Leitung Viktor von Gerambs als Abteilung des Joanneums gegründet, verfügt das Volkskundemuseum über eine einzigartige Sammlung. Mehr als 40.000 Objekte dokumentieren die materielle und geistige Volkskultur der Steiermark. Das Museum befindet sich in einem ehemaligen Kapuzinerkloster aus dem frühen 17. Jahrhundert. Es umfasst auch einen Neubau aus den 1930er-Jahren sowie die St.-Antonius-Kirche mit Gemälden von Pietro de Pomis und Hans Adam Weißenkircher.
Der ursprüngliche Fokus des Volkskundemuseums lag auf der bäuerlich-ländlichen Lebenswelt der vorindustriellen Zeit. 2021 wurde das Museum grundlegend neu aufgestellt. Die neue Dauerausstellung nimmt gesellschaftliche Themen, Fragestellungen und kulturelle Phänomene der Gegenwart in den Blick. Im Mittelpunkt stehen Menschen in und aus der Steiermark und die Frage, wie sie ihre Lebenswelten in Zeiten von Veränderung und sozialem Wandel gestalten.

## Standorte außerhalb von Graz

### Jagdmuseum, Landwirtschaftsmuseum und Erzherzog Johann Museum
Schloss Stainz in der Weststeiermark beherbergt zwei Standorte des Universalmuseums Joanneum:
Das Jagdmuseum begreift die Jagd als historisches, soziologisches und philosophisch-ethisches Phänomen und klärt über die Zusammenhänge von Jagd, Wildökologie und Natur auf. Die Ausstellungsstücke – darunter barocke Trophäen, historisch einzigartige Waffen, Gemälde und Kunstobjekte – tragen dazu bei, die Entwicklung der Jagd von der Steinzeit über die Römerzeit bis zur höfischen und bürgerlichen Periode zu veranschaulichen.
Das Landwirtschaftsmuseum beruft sich auf den fortschrittlichen Geist Erzherzog Johanns, der im Jahr 1840 die Herrschaft Stainz erwarb. Die Schwerpunkte der Sammlung zeigen die bäuerliche Arbeit vor der Industrialisierung sowie Geräte und Fotodokumentationen zu den Bereichen Ackerbau und Viehzucht. Originale Stubeneinrichtungen aus dem 17. und 18. Jahrhundert vermitteln unterschiedliche Dimensionen des bäuerlichen Wohnens in der Steiermark. Im Freigelände veranschaulichen eine Krautgrube, eine Schmiede, ein Kräutergarten, ein Obstgarten und ein Versuchsacker die Vielfalt landwirtschaftlicher Arbeitsbereiche.
Das Erzherzog Johann Museum ist den fortschrittlichen Initiativen und dem bewegten Leben Erzherzog Johanns gewidmet.

### Schloss Trautenfels
Schloss Trautenfels steht als Wahrzeichen des mittleren Ennstales auf einem Felssporn am Fuße des Grimmings. Als Abteilung des 1811 von Erzherzog Johann gegründeten Joanneums gehört Schloss Trautenfels zu den jüngsten Häusern des ältesten und zweitgrößten Museums in Österreich.
Das Barockschloss Trautenfels präsentiert in 13 kaleidoskopartig angeordneten Räumen die Dauerausstellung mit rund 1000 Exponate zur Natur- und Kulturgeschichte sowohl des Ennstales als auch des Ausseerlandes. Zusätzlich sind das Geweihzimmer des Grafen Lamberg, der prächtige Marmorsaal und die reich verzierten Prunkräume für Besucher geöffnet.
Schloss Trautenfels ist zu einem Ort der aktiven Auseinandersetzung mit Geschichte und zu einer Institution geworden, in der Vergangenes und Gegenwärtiges Platz findet, diskutiert, kritisch betrachtet, aufgearbeitet und bewahrt wird.

### Flavia Solva
Inhaltlich eng an das Archäologiemuseum anschließend, vermittelt das Römermuseum Flavia Solva im südsteirischen Wagna am bedeutendsten römerzeitlichen Fundort der Steiermark Wissenswertes über Alltag, Götterverehrung und Totenkult in der ehemals kultiviertesten Stadt der römischen Provinz Noricum.

### Österreichischer Skulpturenpark
Der Österreichische Skulpturenpark im Süden von Graz präsentiert mehr als 70 Beispiele skulpturaler Kunst von österreichischen und internationalen Künstlerinnen und Künstlerin in einer sieben Hektar großen Parkanlage, die der Schweizer Landschaftsarchitekt Dieter Kienast im Jahr 2000 für die Internationale Gartenschau konzipiert hat. Die Idee dieses Skulpturenparks geht zurück auf Emil Breisach und dessen Vision, zeitgenössische Skulptur nicht nur in Museen, sondern auch im öffentlichen Raum zu zeigen. Mit der Gründung des Privatstiftung Österreichischer Skulpturenpark wurde die Basis für ein Ausstellungskonzept geschaffen, das von Peter Weibel durchformuliert wurde und 2003 der Öffentlichkeit vorgestellt werden konnte. Unter dem Skulpturenpark liegt die zu sanierende Altlast ST29, die Bauschutt- und Hausmüll-Deponie Schwarzl aus den 1960er-Jahren. Seit 2007 ist der Österreichische Skulpturenpark Teil des Universalmuseums Joanneum.

### Österreichisches Freilichtmuseum Stübing
Das Österreichische Freilichtmuseum zählt zu den 10 großen zentralen Freilichtmuseen Europas. Als größtes und einziges Freilichtmuseum zeigt es charakteristische historische Hauslandschaften der verschiedenen Bundesländer. Zu sehen sind historische Bauten und Inventare aus allen Bundesländern Österreichs sowie Südtirols aus sechs Jahrhunderten. Die historischen Gebäude sind in einem rund 65 ha großen Museumstal von Osten nach Westen angeordnet. Auf diese Weise wird ein Vergleich der verschiedenen Haustypen der Bundesländer ermöglicht. Gleichzeitig vermittelt das Österreichische Freilichtmuseum die Lebens- und Arbeitswelten der ländlichen Bevölkerung in der vorindustriellen Zeit, nicht zuletzt im Rahmen von Veranstaltungen, in denen etwa historische Handwerkstechniken weitergegeben werden. Seit 2019 ist das Österreichische Freilichtmuseum Stübing Teil des Universalmuseums Joanneum.

### Rosegger-Geburtshaus Alpl und Rosegger-Museum Krieglach
Der steirische Volksdichter Peter Rosegger schöpfte oft aus den Erinnerungen an seine Kindheit im Kluppeneggerhof am Alpl und prägte für diesen Ort den Begriff „Waldheimat“. Sein Geburtshaus erinnert an das bescheidene Leben der Bergbauernfamilie und ist noch heute nur zu Fuß erreichbar. Ein halbstündiger Spaziergang durch die Alpler Waldlandschaft führt hinauf zum Gebäudeensemble, das aus Wohnhaus, Stallungen, Scheune, Feldkasten und einer Flachsdörrhütte besteht.
Im ehemaligen Landhaus von Peter Rosegger in Krieglach findet sich das Rosegger-Museum, das in einer Ausstellung wichtige Stationen seines Lebens und Schaffens nachzeichnet und einen authentischen Einblick in den privaten Lebensstil des Autors gibt. Sein Arbeitsraum sowie sein Sterbezimmer sind im ursprünglichen Zustand erhalten. Vor allem im Vergleich zum bescheidenen Geburtshaus vermittelt dieses Museum auch Roseggers sozialen Aufstieg vom Bergbauernkind zum erfolgreichen Schriftsteller.
Beide Standorte wurden 2013 in das Universalmuseum Joanneum eingegliedert.

## Studienzentrum und Sammlungen

### Studienzentrum Naturkunde
Die naturwissenschaftlichen Sammlungen des Universalmuseums Joanneum (Botanik, Geologie & Paläontologie, Mineralogie, Zoologie) sind seit Herbst 2009 im Studienzentrum Naturkunde angesiedelt, wo Sammlungspflege und Forschung auf zeitgemäßem Niveau erfolgen. Während im Studienzentrum Naturkunde neben wissenschaftlichen Arbeiten auch fachliche Auskünfte erteilt werden bzw. Vorträge und Seminare stattfinden, erfolgt die Ausstellungstätigkeit der Sammlungen im Naturkundemuseum, das Teil des Joanneumsviertels ist.

#### Botanik und Mykologie
Der Kern dieser Sammlung, das Herbarium, besteht aus mehr als einer halben Million unterschiedlicher, haltbar gemachter Pflanzen (Farne, Blütenpflanzen, Pilze und Moose). Spezialsammlungen mit Früchten, Samen und Obstmodellen sowie eine umfangreiche Xylothek (Holzbibliothek) ergänzen das Herbarium, das nicht nur ein umfassendes Archiv der steirischen Pflanzenwelt darstellt, sondern auch die Basis für Forschungsarbeiten zur heimischen Vegetation bildet.

#### Geologie und Paläontologie
Die geologisch-paläontologische Sammlung umfasst Objekte aus 500 Millionen Jahren steirischer Erdgeschichte. Neben dem Urelefanten, dem Höhlenbären und dem Riesenhirsch zählen Korallen, Muscheln und Fische zu den Herzstücken der Sammlung. Seit 1998 organisiert die Sammlung Geologie & Paläontologie auch Fossiliengrabungen mit Schulen.

#### Mineralogie
Der mineralogische Sammlungsbestand ging aus der Privatsammlung Erzherzog Johanns hervor, die mehrere tausend Stücke umfasste. Heute auf rund 80.000 Objekte angewachsen, präsentiert die Sammlung Mineralien aus der ganzen Welt sowie eine steirische Regionalsammlung. Die Mineralogie am Landesmuseum Joanneum war auch die Wirkungsstätte von Friedrich Mohs, der hier seine Härteskala erfand, die heute noch maßgebend ist. Er war der erste Kustos des Joanneums.

#### Zoologie
Diese Sammlung umfasst etwa 850.000 Objekte. Die jeweils typischen Arten sind in ihren Lebensräumen vorgestellt, wobei die Wirbeltiere den größten Schaubereich erhielten. Vertreter anderer Regionen – von der Meeresküste bis zu der ursprünglichen Tierwelt Australiens – runden die Sammlungsbestände ab. Bei den wirbellosen Tieren bilden Insekten und Weichtiere (Mollusken) die Schwerpunkte, während bei den Wirbeltieren deren Skelette und Vogeleier in den wissenschaftlichen Sammlungen auffallen.

### Multimediale Sammlungen
Die Multimedialen Sammlungen (bis 2009: Bild- und Tonarchiv) wurden im Jahr 1960 gegründet, um für die Steiermark relevantes Foto-, Film- und Tonmaterial nicht nur zu sammeln, sondern auch zu erfassen, für wissenschaftliche und pädagogische Zwecke aufzubereiten und der Öffentlichkeit zugänglich zu machen. Die Sammlung besteht inzwischen aus mehr als 2,5 Millionen Fotos, Zigtausenden Tonträgern und Tausenden Filmen und dokumentiert die Entwicklung des Bundeslandes, beginnend bei den Anfängen der Fotografie. Seit 2011 ist die Verwaltung der Multimedialen Sammlungen im Joanneumsviertel untergebracht, Ausstellungen können im Museum für Geschichte besichtigt werden.

## Schenkungen an die Neue Galerie Graz
Mit der Sammlung Ploner wurde der Neuen Galerie Graz eine bedeutende Auswahl von 47 Werken österreichischer und internationaler Malerei und Grafik nach 1945 aus dem Besitz des Wiener Unternehmers und Kunstsammlers Heinz Ploner durch dessen Witwe Regina Ploner zuteil. Die Schenkung Ploner enthält des Weiteren Werke von Künstlerinnen und Künstlern wie Brigitte Kowanz, Erwin Wurm sowie einen größeren Werkblock von Henri Michaux. Auch diese Kunstschaffenden wurden mit Ausstellungen bedacht und ihre Werke für die Sammlung der Neuen Galerie Graz angekauft. Durch die Schenkung Ploner konnten nun auch diese Bestände um wichtige Werke ergänzt werden.
Einen weiteren Schwerpunkt initiierte die Schenkung von Petra und Ralph Schilcher, deren Sammlung „Serieller Kunst“ mit einem Umfang von mehr als 1.000 Werken, welche während ihrer dreißigjährigen Produktions- und Verlegertätigkeit in der Edition Artelier entstanden waren, in den Bestand der Neuen Galerie Graz überging. Die von Petra und Ralph Schilcher 1985 gegründete Edition Artelier beendeten nach 30 Jahren die Produktion und das Verlegen von Editionen. Die Sammlung ging ab Anfang 2016 als geschlossener Sammlungskomplex in den Bestand der Neuen Galerie Graz am Universalmuseum Joanneum über. In der Sammlung befinden sich Namen von Künstlergrößen wie etwa John Baldessari, Martin Kippenberger, Peter Kogler, Jörg Schlick, Michael Schuster, Erwin Wurm oder Heimo Zobernig.
Unter den bedeutenden Mäzenen sollen im Besonderen der Sammler Hellmut Czerny und seine Frau Norli genannt werden, welche dem Museum über einen Zeitraum von über drei Jahrzehnten insgesamt mehrere Tausend Kunstwerke aus den Bereichen Malerei, Grafik und Fotografie geschenkt haben.
Am 12. April 2016 schenkte der aus der Steiermark stammende und in Wien lebende Kunstsammler Helmut Suschnigg von sich aus dem Museum rund 470 Werke, den Großteil seiner Sammlung, – Malerei, Grafik und Plastik – darunter Arbeiten von Roy Lichtenstein, Andy Warhol und Erwin Wurm. Der deutliche Zuwachs für das Museum stellt mit seinem Schwerpunkt Pop-Art Neuland für die Neue Galerie dar.

## Auszeichnung
- 1983: Museumspreis des Europarates

## Filme
- Universalmuseum Joanneum, Graz (= Museums-Check. Folge 15). Reportage, 30 Min., Moderation: Markus Brock, Produktion: 3sat. Erstausstrahlung: 20. Mai 2012.[16]